# 国立マンション訴訟

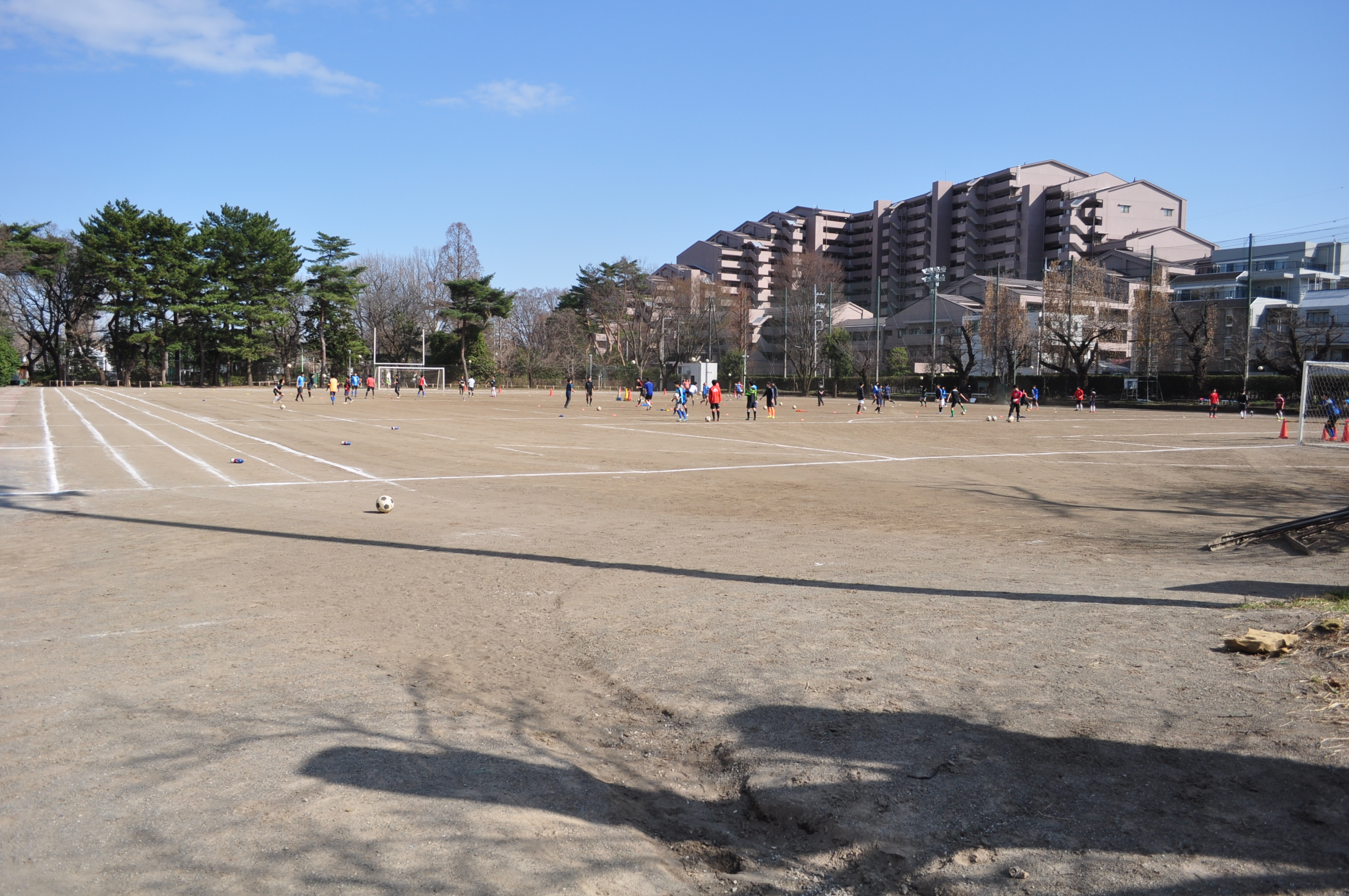
桐朋中学・高等学校グラウンドより見たマンション（2018年3月17日撮影）

国立マンション訴訟（くにたちマンションそしょう）は、東京都国立市で高層マンション建設を巡って複数回争われた一連の裁判である。
狭義では、反対住民が事業者に対して行った建築物撤去請求訴訟（民事訴訟）を指し、1審判決（2002年12月）は、原告側の主張を認め、竣工済みの高層マンションの20m以上の部分について撤去を命じた。しかし、その後の高裁判決、最高裁判決では認められず、確定した。

## 経緯

### 紛争前の国立市の状況
JR国立駅から一橋大学前を通って南に延びる大学通り（東京都道146号）は、サクラ・イチョウの並木と広々とした風景が広がり、学園都市・国立のシンボルとして長年市民に親しまれてきた。しかし、国立市では、1989年の用途地域変更時に商業地の高度規制を撤廃し、容積率を大幅に緩和したため、1990年代以降、高層建築の建設計画が次々と持ち上がり、その都度市民や市などと紛争が起きていた。国立駅南口のマンション紛争の流れで、1994年に市民から景観条例の制定を求める直接請求がされた（市議会で否決）ことを受け、国立市は1998年（平成10年）に「国立市都市景観形成条例」（以下、景観条例）を制定し、市の指定した「都市景観形成重点地区」内の高さ20m以上（近隣商業地域・商業地域では31m以上）の建築物を対象として、形状・色彩などを市と事前協議するよう定めた。大学通りは都市景観形成重点地区の候補地とされた（実際に大学通りが重点地区に指定されたのは2003年-2005年）。
また、1996年には、市民から景観権（良好な景観を享受する権利）を求めた裁判が提訴されたが、この裁判の原告であり、景観保護の市民運動を行っていた上原公子が、1999年（平成11年）4月、国立市長に当選した。

### 明和地所の計画と反対運動
1999年7月22日に、大学通りの一角にある東京海上火災保険計算センター跡地（中三丁目）を購入した明和地所は、高層マンション建設を計画し、8月に「国立市開発行為等指導要綱」（以下、開発指導要綱）に基づく事前協議の届出を行った。
一方、上原市長はこれに先立ち、7月3日に出席した別件のマンション反対運動の集会において18階建（高さ53m）の本件建設計画の存在を明かし、「皆さん、このマンション問題も大事ですが、あそこの大学通りにマンションができます。いいんですか皆さん。はっきり申し上げて行政は止められません」などと発言した。
計画内容が知られると、住民の間にマンション建設反対運動が起こった。国立市は8月19日、開発指導要綱に基づく標識の設置を明和地所に求め、さらに10月8日、景観条例に基づきマンションの高さを銀杏並木（高さ約20m）と調和する高さにするよう行政指導を行った。10月19日に、明和地所側が計画建築物の高さを具体的に明示するように都市計画課長に求めたが、「条例等には、何階建てならよいとか、何メートルならよいというルールは無い」と回答した。同日、明和地所は東京都の紛争予防条例に基づき、標識を設置した（標識の設置後30日で建築確認申請が提出できる）。これに対して、市は、明和地所に紛争防止条例の標識を撤去するよう求めた。11月19日、明和地所は14階建（高さ44ｍ）の計画に変更すると公表したが、それ以上の計画変更には応じない姿勢を示した。

### 地区計画と建設開始
1999年11月15日、マンション建設予定地周辺の住民が82%の地権者の賛同署名を添えて、当該敷地及び隣接する区域の建築物の高さを20m以下に制限する内容を含む地区計画「中三丁目地区計画」の策定を求める要望書を市に提出した。これを受けて国立市は11月24日、「中三丁目地区計画」案を策定し、公告縦覧を始めた。
この間に明和地所は、近隣住民への説明会を11月6日から12月18日までに計4回開催したが、交渉は決裂。明和地所は、12月3日に東京都多摩西部建築指導事務所に建築確認申請を提出し、建築確認を受けた2000年（平成12年）1月5日に根切り工事に着手した。
1月24日に、上記の中三丁目地区計画が決定・告示され、また市民の条例化を求める署名を受けて、1月31日の臨時市議会でも地区計画条例が可決され、翌2月1日に施行された。なお、この議決の際には条例反対派議員が排除されたとして後に訴訟が起こった（後述）。
建設が着手されてからは、地域住民などによって、建設の差止を求める訴訟などが起こされた。5月2日には国立市の景観条例に基づく勧告が明和地所に対してなされたが、工事は計画を変更することなく続行され、2001年（平成13年）12月に14階建、高さ44mのマンションが完成、翌年から分譲が始まった。裁判は住民の入居後も続いた。

## 訴訟の内容
マンション建設を巡って、行政、住民、マンション事業者らの間に複数の訴訟が提起された。

### 市議会議決の無効確認訴訟
地区計画条例制定時に、制定反対派の市議や市議会議長が議会をボイコットしたため、臨時議長を立てて条例を可決した。これに対して、ボイコットした議長と議員の一部が、出席議員と市長を相手取って、議決の無効と損害賠償を求める訴訟を起こした。
しかし、第一審の東京地方裁判所は請求を認めず、控訴されなかったため、そのまま判決が確定している。

### 建築禁止の仮処分申立
反対住民が、東京地裁八王子支部に、マンションの建築禁止の仮処分を申し立てた。
しかし、2000年6月6日に申立ては却下された。抗告をしたものの、12月22日に東京高等裁判所で却下され確定。ただし、法的強制力の無い決定理由部分で、このマンションを違法建築と判断した。仮処分自体は却下されているため、マンション事業者は最高裁判所への特別抗告はできなかった。

### 東京都に撤去命令を求める行政訴訟
反対住民は、東京都に対して撤去命令を出すよう行政訴訟を起こした（建築中の建築物につき、高さ20mを超える部分についての除却命令などを発しないことの違法の確認及び、それらの命令を発することの義務付け訴訟）。
2001年12月4日、東京地裁（市村陽典裁判長）では、地区計画条例施行時（2月1日）に根切り工事しか行われていないため工事中とは言えず、建物は（既存不適格ではなく）違法建築に当ると判断されるから、東京都が是正命令を出さないことは違法であるとの判決が出された。
しかし、2002年（平成14年）6月7日の東京高等裁判所（奥山興悦裁判長）の判決では、根切り工事が行われており、すでに着工していたとして、東京地裁の第1審判決を取り消した。最高裁判所へ上告受理申立するも、不受理となり、控訴審判決が確定した（2005年6月23日、下記リンク参照）。
【不遡及の原則】法令の改正や都市計画変更等によって新たな規制が決められる場合、その規制は「工事中」（着工済み）の建築物には適用されない。これを不遡及の原則という（建築基準法第3条第2項による。ただし竣工後は「既存不適格」の建築物になるので、将来建替え等の場合に制約が生じる）。一方、建築確認後であっても、工事に着手する前に新たな規制が定められた場合は、これに従わなければならない（規制に従わずに工事を行えば「違法建築」になる）。
この裁判では、工事の着手はいつかが争点になった。この点について、従来から建設省は根切り工事＝着手という解釈を示していた。裁判所は行政の解釈には必ずしも拘束されないが、高裁判決が確定したため、現在は根切り工事＝着手という解釈が定着している。また、マンションは適法だが（違法建築ではないが）、条例が有効なため既存不適格建築物となっている。なお、「根切工事」とは基礎を設置するために行う掘削工事を行うことで、整地に伴う掘削とは異なる。

### 反対住民の事業者への建築物撤去請求訴訟
反対運動を行う住民らが、マンション事業者（明和地所）に対して、高さ20mを超える部分（7階以上）は違法であるとして、撤去を求める民事訴訟を起こした（建築物撤去等請求＝狭義の国立マンション訴訟）。
2002年12月18日、東京地裁（宮岡章裁判長）は、法令上の違反はなく、建築自体は適法とした上で、以前から地域住民らの努力で景観形成を行っており、「景観利益」が存在するとして、大学通り側棟の20m以上の部分の撤去を認めるという判決を出した。過去のマンション紛争で既に建築済みの建物に撤去を求めた判例はなく、画期的な判決とされた。
しかし、2004年10月27日、東京高裁（大藤敏裁判長）は、第一審判決を取消し、原告個人の利益が侵害されたとはいえないとして、請求を認めない判決が出された。2006年3月30日、最高裁判決で確定した（下記リンク参照）。

### 事業者の国立市への損害賠償訴訟
マンション事業者の明和地所が、国立市に対し、営業を妨害された等として損害賠償と地区計画条例の無効を求めた訴訟を提起した。
2002年2月14日、第一審の東京地裁では、条例は有効、市長の発言（市議会で「違法建築」と発言など）が営業妨害に当たるとして、損害賠償4億円の支払いを命ずる判決を出した。2005年12月19日、控訴審（第2審）の東京高裁では、条例は有効、営業妨害に当たるが、事業者側の「強引とも評されかねない営業手法」も勘案して、損害賠償を大幅に減額した2500万円の請求を認める判決がなされた。この判決に対しては、市議会が上告を承認しなかったため、国立市は上告しなかったものの、市の補助参加人（周辺住民）が2006年1月に上告および上告受理申立をした。2008年3月11日、上告が棄却され、二審判決が確定した。この訴訟で明和地所の代理人を務めたのは、元東京都総務局法務部長・元日本大学教授の関哲夫や弁護士の福本修也らであった。
上記の裁判で、最高裁への上告を市議会が否決したものの、補助参加人によって上告が行われた結果、遅延損害金が増額した。このことに関連して、市議会に特別委員会「明和マンション裁判調査特別委員会」が作られ、参考人として上原公子前市長が招致された。この委員会の中で、上原市長（当時）が最高裁への上告のため補助参加人から委任状を集めたことが明らかになった。
国立市は補正予算を計上し、明和地所に対して損害賠償金および遅延損害金として3123万9726円を2008年3月27日に支払った。明和地所は同年5月に同額を国立市に寄付し（これに先立ち国立市が明和地所に対し債権放棄を打診したが拒否された。）、「国立市の教育環境の整備や福祉の施策などに役立てていただきたい」とコメントしている。

### 住民から国立市への住民訴訟
国立市民4人が、明和地所に支払った損害賠償金と同額を、国立市が上原公子元市長個人に対して請求するよう住民訴訟を起こした。
2010年12月22日、東京地方裁判所は、上原元市長の行為が「市長として求められる中立性・公平性を逸脱した」と認められるとして、国立市に対して上原元市長個人に対して損害賠償請求を行うように命じる判決を行った。
判決に対し、国立市は「賠償金は実質的に返還されており、損害はない」として、2011年1月5日に控訴した。その後、市長が関口博から、選挙時から上原元市長に対する損害賠償請求を行うことを表明していた佐藤一夫に交代したことから、2011年5月30日に国立市は控訴を取り下げ、判決が確定した。

### 国立市から上原元市長個人に対する損害賠償訴訟
国立市は判決（前項）に基づき、上原元市長に対して損害賠償金を請求したが、上原元市長が支払いを拒否したことから、2011年12月に国立市が上原に対し損害賠償を求めて東京地方裁判所に提訴した。
国立市議会は2013年12月19日、上原元市長に対する市の債権を放棄する決議を行った。2014年9月25日、東京地方裁判所は、「国立市議会が上原公子元市長に対する賠償請求権の放棄を議決しているにもかかわらず、現市長がそれに異議を申し立てることもせず、そのまま請求を続けたことが『信義則に反する』」として、国立市の請求を棄却する判決を言い渡した。
この判決を受けて、国立市は控訴。なお、2015年5月19日、国立市議会は、上原元市長に対して請求権の行使を求める決議を行った（議員の構成が変化したことで、以前と逆の内容となった）。
2015年12月22日、東京高裁は市の請求を認めなかった一審判決を取り消し、明和地所の寄付は損害の補填に当たらない、市長は最新の議会の議決に基づくべきとして上原元市長に全額の支払いを命じた。
上原元市長は最高裁に上告するも、2016年12月15日棄却され敗訴が確定した。

## その後の顛末
- 当時、国立市では開発指導要綱に基づき、マンション建設の開発審査が完了すると事業者に財政協力金（いわゆる開発協力金）の支払いを求めるのが通例であった。このケースでは市が審査を行う前に明和地所が東京都に建築確認申請を行なったため、開発審査が完了していない。そのため、8000万円近い財政協力金が未払いとなっているという見方がある[12]。
- 景観条例に基づく勧告（イチョウ並木と調和する高さにすること）に従わなかったことから、2001年3月、国立市は事業者が勧告に従わなかった旨を記した掲示板をマンション前の歩道に設置した。最高裁の決定を受け、2008年5月、市は勧告内容などをシールで隠すことを決めた[13]。掲示板自体は2022年時点で現存。
- 当のマンションは係争を抱えた状態で分譲され、販売後1年の時点で総戸数343戸のうち売れたのは約140戸であった[14]。

このため、売主の明和地所は東棟部分を賃貸マンションに切り換えて運用していた。その後、事情によりこのマンションを1棟まるごと億単位の売却損を生じさせながら売却することになった。
- 上原元市長の国立市に対する損害賠償について、2017年11月21日、約5000人の支援による第三者弁済により、延滞金を含む総額約4556万円を完済した[16][17]。